# Ле-Фо
Ле-Фо (фр. и окс. Le Fau) — коммуна во Франции, находится в регионе Овернь. Департамент — Канталь. Входит в состав кантона Салер. Округ коммуны — Морьяк.
Код INSEE коммуны — 15067.
Коммуна расположена приблизительно в 420 км к югу от Парижа, в 85 км юго-западнее Клермон-Феррана, в 23 км к северо-востоку от Орийака.

## Население
Население коммуны на 2008 год составляло 27 человек.
| 1962 | 1968 | 1975 | 1982 | 1990 | 1999 | 2008 |
| ---- | ---- | ---- | ---- | ---- | ---- | ---- |
| 214  | 152  | 89   | 80   | 60   | 37   | 27   |

## Администрация
| Период | Период | Фамилия      | Партия | Примечания |
| ------ | ------ | ------------ | ------ | ---------- |
| 1977   | 1983   | Доминик Руши |        |            |
| 2001   | 2008   | Поль Мань    |        |            |
| 2008   |        | Мишель Фавье |        |            |

## Экономика

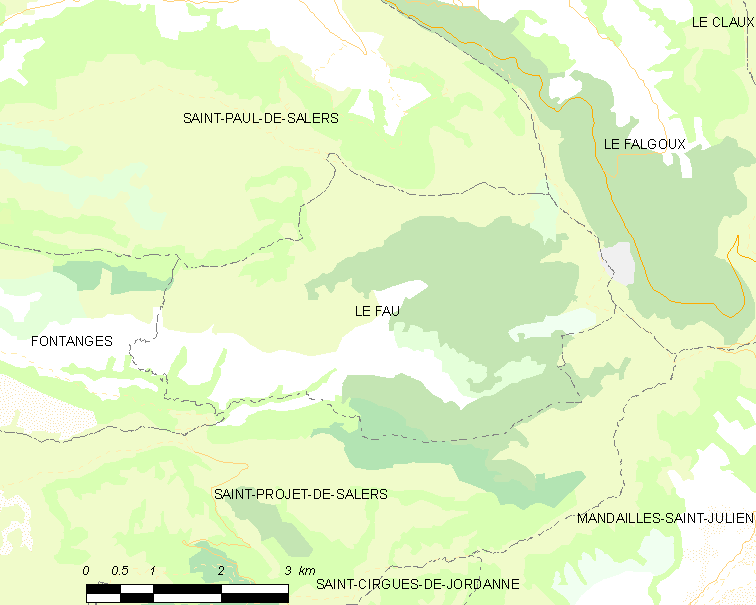
Карта коммуны

В 2007 году среди 7 человек в трудоспособном возрасте (15—64 лет) 3 были экономически активными, 4 — неактивными (показатель активности — 42,9 %, в 1999 году было 16,7 %). Из 3 активных работали 3 человека (2 мужчин и 1 женщина), безработных не было. Среди 4 неактивных 0 человек были учениками или студентами, 2 — пенсионерами, 2 были неактивными по другим причинам.